# Paleis Lobkowicz (Praag)
Paleis Lobkowicz is een paleis in Praag, Tsjechië, dat dienst doet als de ambassade van Duitsland. Het moet niet verward worden met het Paleis Lobkowicz in de Praagse burcht.

## Geschiedenis
In opdracht van Franz Karl Graf Přehořovský werd het paleis tussen 1703 en 1707 gebouwd door Giovanni Battista Alliprandi (architect) en Giovanni Pietro della Torre. Sinds 1753 was het barokke paleis in eigendom van de familie Lobkowicz. In de loop van de geschiedenis werden er concerten gegeven door onder meer Ludwig van Beethoven en Carl Maria von Weber.
De familie verkocht het in 1927 aan de staat Tsjecho-Slowakije. Het paleis diende enkele jaren als ambassade voor de Volksrepubliek China.
Nadat de diplomatieke betrekkingen in 1973 werden aangehaald met de Bondsrepubliek Duitsland, werd het de ambassade voor dit land vanaf 1974. In de late zomer van 1989 kwam deze ambassade wereldwijd in het nieuws, toen in de aanloop naar de Val van de Berlijnse Muur duizenden burgers uit de Duitse Democratische Republiek er hun toevlucht zochten en het terrein wekenlang bezetten.